# Дорофей (Василас)
Митрополи́т Дорофей (греч. Μητροπολίτης Δωρόθεος Βασιλάς; 11 [23] февраля 1895, Керкира — 22 июля 1968, Керкира) — епископ Элладской православной церкви, митрополит Фивский и Левадийский (1957—1966).

## Биография
Родился 11 февраля 1895 года на Корфу.
В 1917 году окончил богословский факультет Афинского университета.
5 октября 1952 года состоялась его архиерейская хиротония в митрополита Парамитийского, Фильятеского, Гиромерийского и Паргаского.
10 декабря 1957 года избран митрополитом Фивским и Левадийским. 1 ноября 1966 года ушел в отставку по состоянию здоровья.
Скончался 22 июля 1968 года на Корфу.